# Каннегісер Леонід Йоакимович
Леонід Йоакимович (Якимович) Кáннегісер (рос. Леони́д Иоаки́мович (Аки́мович) Кáннегисер; 15 березня 1896, Санкт-Петербург, Російська імперія — жовтень 1918, Петроград, Російська РФСР) — російський поет, член партії народних соціалістів, студент Петроградського політехнічного інституту.
30 серпня 1918 року застрелив голову Петроградської ЧК Мойсея Урицького. Розстріляний.

## Біографія
Народився в родині інженера-суднобудівника, промислового магната Іоакима Каннегісера.
Влітку 1915 року гостював у Сергія Єсеніна в Константинові.
Входив у підпільну антибільшовицьку групу, очолювану двоюрідним братом Максиміліаном Філоненком. Філоненко підтримував тісний зв'язок з Борисом Савінковим, який і віддав наказ про ліквідацію Мойсея Урицького.

## Убивство Урицького
За власним зізнанням, вирішив помститися Урицькому за смерть друга, офіцера Володимира Перельцвейга, розстріляного Петроградською ЧК у справі про контрреволюційну змову в Михайлівському артилерійському училищі.
Дочекавшись Урицького біля ліфта, вистрілив йому у голову, після чого Урицький помер на місці. Після замаху вискочив на вулицю, але у стані шоку забув кашкет і не сховав револьвер, після чого замість того, щоб змішатися з натовпом, сів на велосипед і швидко поїхав геть. Організоване переслідування легко виявило самотнього велосипедиста без шапки і з револьвером. Зупинившись біля будинку № 17 по Мільйонної, він кинув велосипед і, забігши у першу квартиру, двері якої були відчинені, схопив пальто, після чого вийшов на подвір'я, але був пізнаний і заарештований.
У жовтні (точна дата невідома) був розстріляний. В ході розслідування були залучені до дізнання і заарештовані кілька осіб з дружнього оточення. Батьки після допитів були відпущені за кордон, де і жили до кінця своїх днів.
Убивство Урицького разом із замахом Фанні Каплан на Леніна мало стати сигналом до спроби антибільшовицького перевороту, але фактично спровокувало червоний терор.